# هيده يوشي أراكاكي
هيده يوشي أراكاكي (بالإسبانية: Hideyoshi Arakaki) هو لاعب كرة قدم بيروفي، ولد في 2 يناير 1998 في ليما في بيرو. لعب مع Club Deportivo Universidad de San Martín de Porres ‏.

## وصلات خارجية
- هيده يوشي أراكاكي على موقع قاعدة بيانات كرة القدم.إي يو (الإنجليزية)
- هيده يوشي أراكاكي على موقع Soccerway.com (الإنجليزية)
- هيده يوشي أراكاكي على موقع عالم كرة القدم.نت (الإنجليزية)